# Magma

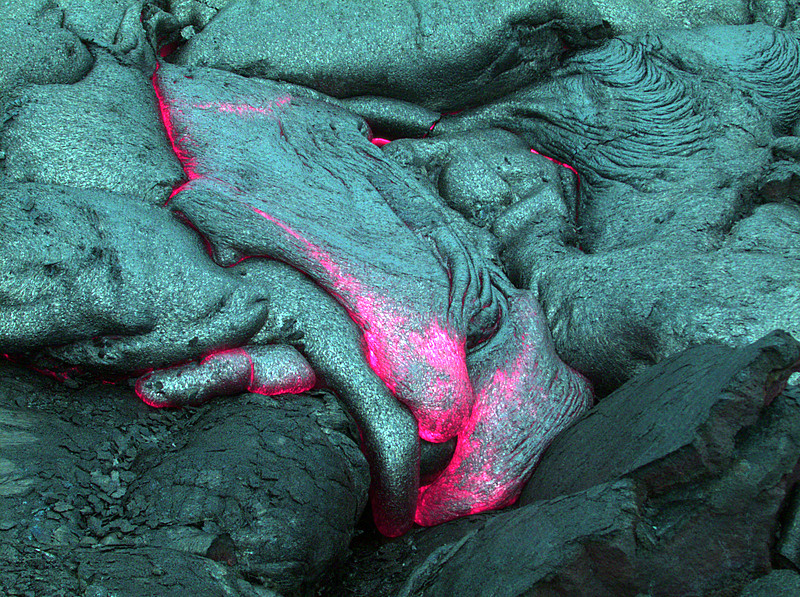
Flusso di lava hawaiiana di tipo Pahoehoe

In vulcanologia, il magma è un sistema complesso di roccia fusa, compreso anche di acqua, altri fluidi, sostanze gassose in esso disciolte e fenocristalli, nel caso in cui le condizioni di pressione e temperatura di liquidus non siano state superate.
Dal punto di vista geochimico, il magma è distinto dalla lava, poiché possiede ancora la componente gassosa disciolta. Il magma è presente solo in situazioni ipogee dal momento che, quando il magma fuoriesce dalla crosta attraverso apparati vulcanici, diviene lava, perdendo alcuni suoi componenti volatili, quali acqua e gas disciolti, non essendoci più le condizioni di pressione sufficienti a mantenerli in soluzione nella massa fusa.

## Natura del magma
Il magma può essere definito approssimativamente come un fluido viscoso ad alta temperatura ed alta pressione, che, una volta raffreddato, forma le rocce magmatiche. In natura il magma è in realtà un sistema complesso, eterogeneo, costituito da una fase liquida silicatica, una fase gassosa disciolta e una fase solida composta da uno o più componenti, che in alcune condizioni può essere assente (magmi surriscaldati). La fase solida è costituita da cristalli separatisi dal fuso ed eventualmente da xenoliti strappati e inglobati durante la risalita. La fase gassosa è costituita prevalentemente da acqua allo stato di vapore (che origina l'acqua juvenile durante il degassamento), CO2 e, subordinatamente, da composti di idrogeno, zolfo, ossigeno, e da elementi rari; la fase gassosa può essere più o meno abbondante e la sua modalità di liberazione governa i meccanismi eruttivi.
Solitamente un magma è prevalentemente di natura silicatica con composizione chimica variabile per magma,  (40-75% di silicio) e influisce sulle sue proprietà fisiche. Oltre all'acqua e al silicio, un magma contiene generalmente alcuni elementi chimici come alluminio, ferro, magnesio, calcio, sodio, potassio, titanio, fosforo, manganese ed altri noti come elementi in tracce, presenti con percentuali in peso inferiori allo 0,1%.
In natura esistono anche magmi di composizione non silicatica, ma sono molto rari e danno origine a prodotti che vengono identificati per la fase minerale prevalente; i prodotti più noti sono le carbonatiti, rocce composte da oltre il 50% di carbonati primari.

## Movimenti del magma
Il magma può risalire all'interno della crosta terrestre fino alla superficie e dare origine ad una colata (attività effusiva) o ad un flusso piroclastico (attività esplosiva). Il fluido magmatico è spesso concentrato all'interno di una camera magmatica, nella crosta terrestre, ma la sua formazione può avvenire anche a profondità maggiori, nel mantello. Il magma generalmente si trova a una temperatura compresa tra 650 e 1200 °C. La composizione chimica del magma è estremamente variabile e caratterizza la sorgente dello stesso, pertanto è possibile utilizzarla come parametro per classificare le rocce prodotte, sia in termini composizionali che genetici.
Il processo vulcanico può essere sintetizzato in quattro tappe:
1. genesi del magma per fusione parziale della sorgente (magma primario) o anatessi crostale;
2. risalita del fuso per contrasto di densità con le rocce circostanti;
3. stagnazione in una camera magmatica dove avviene il processo di cristallizzazione frazionata e/o di mixing (magmi non primari);
4. dalla camera magmatica il fuso risale verso la superficie attraverso un condotto che può avere forma cilindrica o lineare.[6]

## La formazione
La composizione delle rocce terrestri al momento della formazione del nostro pianeta non era così varia come ora: le rocce ultrafemiche che caratterizzavano il mantello primordiale hanno subito numerose e reiterate estrazioni di magmi ad opera di processi di fusione parziale. Alcuni elementi a bassa forza di campo come il silicio e altri non metalli sono stati estratti in maniera preferenziale da queste rocce per poi dar luogo a magmi, e quindi a nuove rocce, differenziati. Le rocce derivate da questi primi magmi sono state poi riprese in processi di fusione successivi tra cui i processi anattettici, legati alla subduzione di lembi di crosta terrestre.
Questi processi sono ancor oggi in atto solo su pianeti tettonicamente attivi come la Terra.
- Magmi primari formatisi per fusione parziale del mantello terrestre. Questo processo avviene a determinate condizioni di pressione, temperatura e contenuto d'acqua disciolto in soluzione: in generale l'aumento di temperatura e della pressione di vapore favoriscono la fusione mentre l'aumento della pressione tende a diminuirla. La roccia madre che entra in fusione parziale è una roccia ultrafemica, una peridotite caratterizzata da una composizione impoverita in silice. Questo magma è caratterizzato da contenuto di silice attorno al 50% in peso (è un valore basso per una roccia), povero di acqua e gas, è fluido e pertanto veloce nell'attraversare la crosta terrestre e da esso deriva la lava basica. L'elevata velocità di risalita di questi magmi impedisce il loro raffreddamento quindi la temperatura al momento dell'eruzione può aggirarsi anche attorno ai 1200 °C.[4]
- Magmi secondari o acidi o di anatessi: si formano in condizioni particolari di subduzione della crosta terrestre: porzioni di crosta vengono spinte a profondità e quindi in condizioni di pressione e temperatura simili a quelle che favoriscono la fusione del mantello. La roccia che viene fusa però è di composizione acida, arricchita cioè in silice. Magmi acidi si formano anche per differenziazione magmatica in seguito a cristallizzazione frazionata: per la lenta risalita e il raffreddamento progressivo di un magma basico che perde via via i minerali più femici, come l'olivina. Sono magmi ricchi di silicio e spesso di acqua. Di conseguenza, risultano particolarmente viscosi e tendono a solidificare all'interno della crosta terrestre formando un plutone. Raggiungono raramente la superficie terrestre e quando ciò accade, avviene in modo violento ed esplosivo.[2][4]

## Tipi di magma
I magmi (e le rocce che ne derivano) possono avere composizioni diverse, per cui la cristallizzazione può portare nei vari casi a rocce che differiscono tra loro per i tipi di minerali in esse aggregati. I magmi sono attualmente classificati in base alla percentuale di silice presente nel fuso: su tale base, i magmi si suddividono in: acidi, neutri, basici e ultrabasici.
- Magmi acidi - Sono ricchissimi in silicio e alluminio, danno origine a rocce con densità intorno a 2,7 g/cm³, formate da pochi nesosilicati e da molti inosilicati e tettosilicati come la silice, che solidifica in cristalli di quarzo. In totale, la silice arriva a oltre il 65% in peso. Le rocce derivate da questi magmi sono dette acide o sialiche (dalle iniziali degli elementi più abbondanti, il silicio e l'alluminio).
- Magmi neutri - Hanno una composizione intermedia (dal 52 al 65% in peso di silice) e danno origine a rocce neutre, con densità superiore a quella delle rocce acide e con un rapporto equilibrato fra alluminosilicati e silicati.
- Magmi basici - Hanno una quantità bassa di silice (inferiore al 52%) ma sono relativamente più ricchi in ferro, magnesio e calcio; essi danno origine a rocce in genere scure (dal verde al grigio scuro e al nero), con densità prossima a 3 g/cm³; sono formati da molti inosilicati e privi di quarzo: le rocce derivate da questi magmi sono dette basiche o, genericamente, femiche (dalle iniziali di ferro e magnesio).
- Magmi ultrabasici (poverissimi in silice) - In questi magmi la parte in silice è inferiore al 45% in peso. Le rocce cui danno origine sono dette ultrabasiche o ultrafemiche; sono tutte di colore molto scuro, hanno densità elevata (3 g/cm³ o superiore) e sono formate da silicati di ferro e magnesio.[7][8]

## Struttura dei liquidi silicatici
I liquidi silicatici hanno una struttura che prefigura quella dei minerali (silicatici) a cui daranno origine per raffreddamento: essi sono costituiti essenzialmente da due unità elementari, che in base alla loro funzione vengono definiti costruttori di struttura e modificatori di struttura. I primi sono rappresentati da tetraedri di silicio e ossigeno (SiO4−4), collegati tra loro in polimeri di varia struttura; gli elementi modificatori sono i cationi metallici che tendono a legarsi agli anioni ossigeno interrompendo la catena silicatica. Tali elementi sono ad esempio: potassio (K+), sodio (Na+), calcio (Ca2+), magnesio (Mg2+).
L'alluminio (Al2O3) può svolgere sia la funzione di costruttore, sostituendo il silicio nei tetraedri, che di modificatore, assumendo una coordinazione ottaedrica. Le condizioni che regolano la posizione di Al3+ sono la composizione chimica del magma e la pressione: a parità di moli% di SiO2 in condizioni di bassa pressione Al3+ assume preferibilmente coordinazione tetraedrica se le moli% di Al2O3 sono minori della somma delle moli% dei metalli mono e bivalenti (Na2O, K2O, CaO, MgO, ecc.). La coordinazione ottaedrica di Al3+ è favorita dall'aumento della pressione.

## Proprietà fisiche dei magmi

### Densità
La densità di un magma dipende essenzialmente dalla sua composizione: varia da circa 2,2 g/cm³ per i magmi acidi a circa 2,8 g/cm³ per i magmi basaltici; aumenta con la pressione e diminuisce con la temperatura e con il contenuto in H2O.
Il contrasto di densità tra magma e ambiente circostante regola la risalita del fuso. All'interno del sistema magmatico il contrasto di densità tra liquido residuale e fasi minerali segregate regola il meccanismo con cui avviene il processo di cristallizzazione frazionata.

### Viscosità
La viscosità (η) di un magma è la resistenza che questo oppone al flusso e viene misurata in poise o in Pascal secondi. Il suo inverso è la fluidità. La viscosità è fortemente influenzata dalla struttura interna del liquido, quindi i fusi silicatici, fortemente polimerizzati, hanno un'elevata viscosità. L'eventuale presenza di elementi volatili o di acqua ha invece effetto opposto, riducendo la viscosità, che è inoltre influenzata da pressione e temperatura.
La viscosità per temperature superiori a quelle del liquidus, cioè in assenza di fasi cristallizzate, si esprime come:
{\displaystyle \eta =A_{\eta }^{(E^{*}+PV^{*}) \over RT}}
dove:
- η = viscosità
- Aη = costante
- E* = energia di attivazione
- P = pressione
- V* = volume di attivazione
- R = costante dei gas
- T = temperatura

### Solubilità dell'acqua e di altri costituenti volatili
Come già detto il magma può contenere delle componenti volatili, la cui liberazione, nel processo di vescicolazione, influenza fortemente il tipo di attività vulcanica. I gas magmatici hanno una composizione chimica molto complessa e variabile. La componente principale è sicuramente l'H2O, a cui spesso si associa CO2 in quantità anche rilevanti. In minore quantità ritroviamo HCl, HF, H2S, S, SO2, SO3. I gas magmatici possono quindi essere considerati come associazioni di H, C, S, e O, che danno origine a composti che cambiano in funzione di pressione e temperatura.

## Differenziazione magmatica
La differenziazione magmatica è l'insieme dei processi per cui, a partire da un determinato magma capostipite, possono originarsi associazioni di rocce con composizioni mineralogiche e chimiche molto diverse. In poche parole è il fenomeno che porta alla formazione di diversi tipi di rocce ignee a partire da uno stesso fuso iniziale.
Partendo da un magma i minerali che raffreddano alle più alte temperature solidificano per primi privando il fuso di certi ioni cambiando, perciò, il contenuto chimico del fuso rimanente.
La differenziazione può avvenire per:
- Frazionamento per gravità: un accumulo verso il basso dei cristalli più pesanti; se si ripete più volte porta a una stratificazione di rocce ultramafiche in basso, mafiche al centro e felsiche in alto.
- Compressione: il fluido viene iniettato dentro a delle fratture e lascia sul posto i cristalli.
- Mescolamento: magmi di diversa provenienza e origine si uniscono.

Un efficace meccanismo di separazione dal liquido dei vari minerali è rappresentato dalla gravità. Nel residuo ancora liquido di un magma in solidificazione vengono sempre di più a mancare magnesio, calcio e ferro, mentre vengono acquisiti sodio, potassio e silicio. Oltre che per processi gravitativi la differenziazione magmatica può avvenire attraverso processi gassosi, il cui trasporto rilascia sostanze disciolte.
Una variazione del chimismo originale può essere associato da contaminazione attraverso l'assimilazione delle rocce incassanti, originando magmi ibridi.
Man mano che il residuo fuso raffredda si formano i vari cristalli alle loro temperature con il conseguente cambiamento del chimismo del fuso residuo (cristallizzazione frazionata).